# Кузнецьке (Калінінградська область)
Кузнецьке (рос. Кузнецкое) — селище Зеленоградського району, Калінінградської області Росії. Входить до складу Переславського сільського поселення.
Населення — 112 осіб (2015 рік).

## Населення
| 2002 | 2010 |
| ---- | ---- |
| 110  | ↗112 |